# 長嶺町 (新潟市)
長嶺町（ながみねまち）は、新潟県新潟市中央区の町字。丁番を持たない単独町名であり、住居表示実施済み区域。郵便番号は950-0085。

## 概要
1968年（昭和43年） から現在の町名。栗ノ木川下流左岸に位置する。
もとは江戸時代から1889年（明治22年）まであった長嶺新田の区域の一部で、1889年（明治22年）から1968年（昭和43年） まであった字長嶺の一部が長嶺町となって成立した。

### 隣接する町字
北から東回り順に、以下の町字と隣接する。
- 明石
- 沼垂東
- 鏡が岡
- 西馬越
- 笹口
- 花園

## 歴史
開発年代は不明。1684年（貞享元年）に沼垂町が移転。1690年（元禄3年）に蒲原村が移転し、村域が激減した。物産として醤油、麹、櫛、柾付木、傘などがあった。
1876年（明治9年）に中沢新田を編入。1889年（明治22年）に沼垂町の大字となり、1914年（大正3年）まで長嶺新田と称した。

### 年表
- 1876年（明治9年） : 中沢新田を編入する。
- 1889年（明治22年）4月1日 : 合併により沼垂町の大字となる。
- 1914年（大正3年）4月1日 : 合併により新潟市の大字となる。
- 1960年（昭和35年） : 長嶺の一部から、明石通1丁目から3丁目が分立。
- 1968年（昭和43年） : 長嶺の残りが長嶺町、明石通1丁目から2丁目、花園1丁目から2丁目、蒲原町となる。
- 2007年（平成19年）4月1日 : 新潟市の政令指定都市移行により、中央区の町丁となる。

## 世帯数と人口
2018年（平成30年）1月31日現在の世帯数と人口は以下の通りである。
| 町丁   | 世帯数  | 人口  |
| ------ | ------- | ----- |
| 長嶺町 | 320世帯 | 618人 |

## 小・中学校の学区
市立小・中学校に通う場合、学区は以下の通りとなる。
| 番地 | 小学校                 | 中学校             |
| ---- | ---------------------- | ------------------ |
| 全域 | 新潟市立万代長嶺小学校 | 新潟市立宮浦中学校 |